# Technomyrmex gorgona
Technomyrmex gorgona es una especie de hormiga del género Technomyrmex, subfamilia Dolichoderinae. Fue descrita científicamente por Fernández & Guerrero en 2008.
Se distribuye por Colombia. Se ha encontrado a elevaciones de hasta 180 metros. El nombre de gorgona proviene de la isla Gorgona, lugar de donde habita.